# Onosma troodi
Onosma troodi är en strävbladig växtart som beskrevs av Ky. Onosma troodi ingår i släktet Onosma och familjen strävbladiga växter. Inga underarter finns listade i Catalogue of Life.